# سنقز الوسط (ميانكوه)
سنقز الوسط (بالفارسية: سنقز وسطی) هي قرية تقع في إيران في خراسان رضوي. يقدر عدد سكانها بـ 40 نسمة .